# Herói da República Popular da Mongólia
O título Herói da República Popular da Mongólia foi a mais alta condecoração militar na República Popular da Mongólia.  Ele foi inspirado no título de Herói da União Soviética, a maior condecoração militar da União Soviética.

## Lista parcial de recipientes
- Horloogiin Choibalsan - Marechal da República Popular da Mongólia.
- Josef Stalin - líder da União Soviética.
- Kliment Voroshilov - Presidente do Soviete Supremo da URSS.
- Gherman Titov - cosmonauta soviético.
- Andrian Nikolaiev - cosmonauta soviético.
- Pavel Beliaiev - cosmonauta soviético.
- Gueorgui Júkov - Marechal da União Soviética.
- Ivan Konev - Marechal da União Soviética.
- Leonid Brejnev - Secretário Geral do Partido Comunista da União Soviética, líder da União Soviética.
- Alexei Kossigin - Primeiro Ministro da União Soviética
- Iugderdemidiin Gurragcha - cosmonauta mongol.[1]
- Dmitri Ustinov - Ministro da Defesa da União Soviética